# American Buffalo
| American Buffalo    | American Buffalo   |
| ------------------- | ------------------ |
| Metall:             | 99,99 % Au         |
| Rand:               | geriffelt          |
| Prägejahre:         | 2006 bis heute     |
| Vorderseite         |                    |
|                     |                    |
| Motiv:              | Indianerkopf       |
| Entwerfer:          | James Earle Fraser |
| Datum des Entwurfs: | 1913               |
| Rückseite           |                    |
|                     |                    |
| Motiv:              | Büffel             |
| Entwerfer:          | James Earle Fraser |
| Datum des Entwurfs: | 1913               |

Bei der American Buffalo handelt es sich um eine 24-Karat-Anlagegoldmünze (Feinheit 99,99 %). Das Gewicht beträgt 1 Feinunze (31,1035 Gramm). Sie wird von der United States Mint (Münzprägeanstalt der USA) seit dem 22. Juni 2006 herausgegeben und in West Point (New York) geprägt. Es handelt sich dabei um die erste von der US Mint geprägte Feingoldmünze. Der Nennwert beträgt 50 US-Dollar. Die Münze kann als offizielles Zahlungsmittel eingesetzt werden.
Das Design der Vorder- und Rückseite lehnt sich an die 1913 von James Earle Fraser gestaltete 5-Cent-Münze (Indian-Head- bzw. Buffalo-Nickel) an. Auf der Vorderseite ist das Porträt eines Indianers abgebildet, wobei nicht eindeutig belegt ist, um wen es sich genau handelt. Modell gestanden haben seinerzeit Häuptling Iron Tail (Lakota Sioux), Häuptling Two Moons (Cheyenne) und Häuptling John Big Tree (Seneca). Rückseitig abgebildet ist ein auf einem Grashügel stehender nordamerikanischer Büffel. Es soll sich dabei um „Black Diamond“ gehandelt haben, eine populäre Attraktion im Central Park Zoo in New York.
Für Sammler wird zusätzlich die Ausführung „Polierte Platte“ geprägt. Diese qualitativ hochwertigere Version trägt zur Unterscheidung das Münzzeichen „W“ für West Point.
Seit 2008 gibt es den American Buffalo auch in den Größen von 1⁄10, ¼ und ½ Feinunze, allerdings nur in der Proof-Ausführung. 
| Größe     | Durchmesser | Dicke   | Gewicht   | Nennwert | Prägejahre |
| --------- | ----------- | ------- | --------- | -------- | ---------- |
| 1⁄10 Unze | 16,5 mm     | 1,19 mm | 3,11 g    | 5 $      | seit 2008  |
| ¼ Unze    | 22,0 mm     | 1,63 mm | 7,78 g    | 10 $     | seit 2008  |
| ½ Unze    | 26,5 mm     | 2,16 mm | 15,55 g   | 25 $     | seit 2008  |
| 1 Unze    | 32,7 mm     | 2,95 mm | 31,1035 g | 50 $     | seit 2006  |

## Auflage
Die Auflage der 1-Unzen-Version des American Buffalo entwickelte sich im Lauf der Jahre wie folgt:
| Jahr | Stück   |
| ---- | ------- |
| 2020 | 242,000 |
| 2019 | 61,500  |
| 2018 | 121,500 |
| 2017 | 99,500  |
| 2016 | 219,500 |
| 2015 | 220,500 |
| 2014 | 180,500 |
| 2013 | 198,500 |
| 2012 | 100,000 |
| 2011 | 250,000 |
| 2010 | 209,000 |
| 2009 | 200,000 |
| 2008 | 189,500 |
| 2007 | 136,503 |
| 2006 | 337,012 |